# 林水山
林水山（1956年—），中華民國政治人物、民主進步黨籍，新北市議會第一屆議員，選區為新北市第四選舉區，政治資歷為李文忠服務處助理，學歷為國中畢業。因選舉時獲得段宜康、陳菊、賴清德等支持，被外界歸類為新潮流系。
林水山曾任臺北縣板橋市民代表會副主席。2005年首度參選臺北縣議員，以396票、0.15%之差成為落選頭，以些微差距未能進入台北縣議會。
2010年，林水山於首屆新北市議員選舉捲土重來，以748票之差再度成為落選頭；不過，民進黨新北市議員黃俊哲的服務處主任及部分樁腳涉嫌以每張選票新台幣一千元向五戶選民買二十四票賄選，使黃俊哲在板橋區以倒數第二名當選新北市議員，林水山因而控告黃俊哲當選無效。2012年10月3日，臺灣高等法院認定助選人員不可能自掏腰包擅自賄選，認定是黃俊哲授意，判決黃俊哲當選無效定讞，林水山遞補黃俊哲遺缺。2012年10月29日，林水山宣誓就職，進入新北市議會。
2014年5月11日，因民進黨新北市第四選舉區議員初選爭議，林水山被同選區同黨籍新北市議員李婉鈺指控賄選，產生選舉糾紛。後林水山在2014年底競選連任，以四千餘票之差連任失利，且得票率以0.6%（一千餘票）之差略低於遭民進黨開除黨籍的李婉鈺，結束僅兩年的新北市議員生涯；2016年7月，李婉鈺因時任無黨籍新北市議員廖裕德當選無效定讞而重返新北市議會。

## 任职
- 自盧修一立委起民進黨等選舉擔任板橋第五選區後援會會長
- 白鷺鷥文教基金會
- 國立台北大學公共行政管理研習班
- 臺北縣板橋市民代表會副主席
- 民進黨全國黨代表
- 台北縣民防協進會理事
- 台北縣民防大隊板橋市民防第一中隊隊長
- 台北縣板橋市後備憲兵連絡中心
- 台灣好茶研究協會創辦人
- 臺北登山會顧問
- 臺北登山會理事長
- 中華民國紅十字會總會浮洲救生隊等顧問

## 爭議
李婉鈺於2014年4月民進黨新北市第四選舉區議員初選中落敗，並於2014年5月11日指控同區同黨議員林水山在初選中涉及以蔡英文陶瓷對碗等紀念品賄選；2014年5月11日，林水山回應，他送給支持者的對碗都是2012年蔡英文競選總統時用來贈送支持者的贈品，在蔡英文敗選後被以優惠價轉售給他，都有收據為證；但蔡英文辦公室發言人洪耀福隨即否認林水山說詞，並聲稱2012年總統大選期間蔡英文競選總部從未製作林水山所說的對碗，也從未贈送支持者這類物品。
2014年5月12日，李婉鈺先到民進黨中央黨部遞交陳情書，再到新北地檢署告發林水山涉嫌賄選，並批評林水山用蔡英文名義送禮「很不厚道」。
2014年5月28日，民進黨主席蘇貞昌主持任內最後一次中執會，中執委高嘉瑜替李婉鈺提案，指控林水山賄選事證明確，中執會應將林水山除名；但多位與會者稱除名之權力在中評會而非中執會，最後同意該案送中評會調查。
2014年9月27日，民進黨中評會以李婉鈺違紀參選為由開除李婉鈺黨籍。而李婉鈺仍登記參選。
2014年11月29日，李婉鈺、林水山雙雙落選。
2018年4月7日 [自由時報新聞]: 新北市三峽區宮廟「三清萬甲仙境」涉嫌濫墾，掛名三清萬甲仙境聯絡人的是林水山。林水山坦承，當初朋友找他一起籌建三清萬甲仙境，這是「奉神明指示的福地」...